# Felicity Hardy
Felicity Hardy, también conocida como la tercera Araña Escarlata, es un personaje de ficción que aparece en Marvel Comics, su alternativo futuro MC2 de la serie Spider-Girl. Debutó en Spider-Girl # 46 (junio de 2002).

## Historia del personaje
Felicity Hardy es la hija de Felicia Hardy (Gata Negra) y Peter Parker (Spider-Man); sin embargo, este último desconoce completamente la paternidad de Felicity. Ella nace dentro del matrimonio de Felicia Hardy y Flash Thompson, creyendo este último en ser el padre biológico de Felicity, lamentablemente este jamás se enteró de la verdad. Cuando la serie inicia, la pareja matrimonial ya esta divorciada. 
Aunque la Gata Negra se había retirado de sus aventuras de superheroína activa, ella siguió prestando ayuda a los necesitados como detective privado y continuó entrenando a su joven hija en gimnasia y artes marciales. Sabiendo que su madre se pondría furiosa, si Felicity se convirtiera en una heroína disfrazada, Felicity buscó a Spider-Girl, con la esperanza de que ella la tomaría como una compañera. El uso de traje de Spider-Girl, Felicity enfrentó a su héroe para probar que ella haría un gran luchador contra el crimen, incluso revelando que ella sabía la identidad secreta de Spider-Girl como May Parker. Spider-Girl, sin embargo, se negó a tomar como una adolescente sin alimentación a la batalla.
No disuadido, Felicity empezó a mirar a través de los informes de noticias antiguas que implican a Spider-Man, y encontró con un artículo que mostraba a Spider-Man que lucha contra el crimen junto a su clon, la Araña Escarlata. Rápidamente se creó un traje de Araña Escarlata y una vez más trató de ser un héroe. Spider-Girl hizo todo lo posible para evitar que ella que lastime, pero Felicity intentó varias veces para ayudarla, a menudo poniendo su propia vida en peligro. Felicia se enteró de lo que su hija había hecho, y se enfrentó a ella. Felicity le preguntó a su madre si ella estaba enojada porque ella se convirtió en una heroína, o porque ella no había modelado a sí misma después de que fue la Gata Negra. Sin embargo, después de una experiencia cercana a la muerte luchando contra Kaine, Felicity finalmente se retiró como la Araña Escarlata.
Felicia se divorció de Flash lo cual hizo que Flash estuviera a punto de perder su trabajo como entrenador de baloncesto de la escuela secundaria de Spider-Girl, Felicity buscó la ayuda de su "mentor", una vez más, pidiendo a May de reunirse con el equipo de baloncesto. May se negó, diciendo que el uso de sus poderes en la cancha de baloncesto fue el mismo que el engaño, por lo que el equipo perdió el juego y Flash perdió su trabajo. Cuando se enteró de que el Culto de Scriers fue a matar a Spider-Girl, Felicity se convirtió en la Araña Escarlata de nuevo para ayudarla, pero fue casi asesinada por un Scrier. Felicity juró que iba a colgar su máscara, pero es probable que cuando se les da la oportunidad, ella se convertirá en la Araña Escarlata de nuevo. Felicity fue devuelta por Spider-Girl recientemente, ofreciendo la ayuda de May a través de sus conocimientos de informática.

## Poderes y habilidades
Como la tercera Araña Escarlata, Felicity complementa su agilidad y habilidades de lucha con "web-shooters" que pueden disparar bombas de humo y explosiones sónicas (su "Scarlet Screamer"). Su arma principal es una de alta tecnología de gato de nueve colas como látigo ("colas Scarlet de nueve colas") que tiene zarcillos extensibles que pueden enredar a sus enemigos como una tela. Sin embargo, su mayor habilidad es su habilidad de investigación.

## En otros medios
Felicity Hardy como Araña Escarlata se puede jugar en Spider-Man Unlimited, un juego de Endless Runner para dispositivos de mano iOS y Android. Ella es interpretada por Laura Bailey.